# Reiner Körfer
Reiner Paul Körfer (* 18. Januar 1942 in Kleve) ist ein deutscher Herzchirurg.

## Leben
Körfer studierte Medizin an der Universität Bonn. Von 1969 bis 1972 war er in der Allgemeinchirurgie im St.-Josef-Hospital in Oberhausen tätig. Ab 1972 arbeitete er an der Klinik für Thorax- und Kardiovaskularchirurgie der Universität Düsseldorf, ab 1975 war er Mitglied des Lehrkörpers. Körfer habilitierte sich 1979 und wurde zum Privatdozenten ernannt. Seit 1983 war er als Professor für Chirurgie und insbesondere für Thorax- und Kardiovaskularchirurgie an der Universität Düsseldorf tätig. 
Von 1984 bis Ende Januar 2009 war er Ärztlicher Direktor des Herz- und Diabeteszentrums Nordrhein-Westfalen, Bad Oeynhausen (wo er auf Ulrich Gleichmann traf, den er noch aus seiner Zeit an der Universität Düsseldorf kannte), sowie Direktor der Klinik für Thorax- und Kardiovaskularchirurgie an der Ruhr-Universität Bochum. 
Seit Mai 2009 war Reiner Körfer Ärztlicher Leiter in der Herzzentrum Essen GmbH. Nach der Insolvenz der Gesellschaft kündigte Körfer zum 1. Juli 2010 seinen Vertrag.
Zusammen mit seinem langjährigen Oberarzt Gero Tenderich und einigen Mitarbeitern ist Reiner Körfer nun dabei, das Spektrum des Herzzentrums Duisburg um die Möglichkeiten der Kunstherzversorgung und der Transplantation zu erweitern. Diese Herzchirurgische Abteilung befindet sich am Standort Duisburg-Fahrn des Evangelischen und Johanniter Klinikum Niederrhein. Hier werden auch alle anderen Arten von herzchirurgischen Eingriffen durchgeführt.
Reiner Körfer engagiert sich seit Jahren ehrenamtlich in der Ukraine, wo er kostenlos Herzkranke operiert und sein Wissen an dortige Ärzte weitergibt. Seit 2006 ist er Aufsichtsratsmitglied und seit 2012 -vorsitzender bei Borussia Mönchengladbach.

## Ehrungen
- 1980 Verleihung des Edens-Preises als Auszeichnung für die Habilitationsschrift
- Oktober 2002 Ehrendoktorwürde (Verleihung durch die Saitama Medical School, Japan)
- Dezember 2005 Verleihung des Verdienstordens des Landes Nordrhein-Westfalen[3]
- 2008 Ehrenbürger der Stadt Bad Oeynhausen
- 2008: Aufnahme in die westfälische Ehrengalerie
- Juni 2009 Verleihung des Bundesverdienstkreuzes I. Klasse